# Ettsi IV
Die Ettsi IV war eine deutsche Segelyacht, die 1923 als Thalatta von der Rostocker Actien-Gesellschaft „Neptun“, Schiffswerft und Maschinenfabrik unter der Baunummer 390 erbaut wurde.
Die Thalatta wurde für den Dir. Ehmke, Hamburg, nach einem Riss des Rostocker Werftdirektors und Yachtkonstrukteurs Gerhard Barg aufgelegt und erbaut. Die Ketch hatte bei 26 BRT eine Länge von 19,5 Metern über Alles und 14,88 Metern Länge in der Wasserlinie. Die Thalatta war bis zu 4,2 Meter breit und hatte einen Tiefgang von 2,6 Metern. Diese letzte Yachtkonstruktion Bargs ist einer der wenigen Segelyachten, die auf der Neptun-Werft in Stahl gebaut worden sind. Die Thalatta ging 1931 auf den Regierungsrat a. D. Wilhelm Wölfing über und wurde in Ettsi IV umbenannt. Der Heimathafen wechselte über Kiel nach Stettin. Der Corpsstudent Wölfing, seit 1903 Mitglied des Corps Vandalia Heidelberg, segelte die Ettsi IV unter dem Stander der Berliner „Wassersportlichen Vereinigung Alter Corpsstudenten (WVaC)“. Das Schiff machte zahlreiche ausgedehnte Reisen nach Norwegen, aber auch in das Mittelmeer.
Neben diesen zahlreichen Langfahrten wurde die Ettsi IV auch als Regattaschiff bekannt, als sie 1936 als ältestes Schiff von neun Schiffen bei der Ozean-Wettfahrt Bermuda-Cuxhaven aufgrund eines selbst gewählten extremen Kurses unter Skipper Wölfing und Navigator Erich Volz Last Ship Home wurde. Während die siegreiche Roland von Bremen nur 21 Tage und 3 Stunden für 3400 Seemeilen benötigte, wählte die Ettsi IV als einziges Schiff im Feld den Kurs nördlich um Schottland durch den Pentland Firth und geriet auf diesem Kurs in die Flaute. Später in der Deutschen Bucht musste sie bei Wind aus Nordost zur Ziellinie aufkreuzen. Alle anderen Yachten hatten Irland südlich gerundet und waren durch den Ärmelkanal gegangen. Die Ettsi IV benötigte für ihren Alleingang 28 Tage und 17 Stunden bis zum Zieldurchgang in Cuxhaven.
Die Ettsi IV und ihre Eigner Hans Kadelbach, Hans Heinz Steffani und Georg von der Osten sollen sich nach dem Zweiten Weltkrieg 1945 in Flensburg noch wiedergefunden haben. Danach verliert sich die Spur dieser Yacht.
Um 1950 wurde das Schiff unter dem Namen Etsi vom Hamburger Kaufmann Henry Brütt erworben, generalüberholt und wieder hochseetüchtig gemacht. Die Yacht blieb bis circa 1954 in seinem Besitz. Nach seinem Tode wurde sie an die Hanseatische Yachtschule in Glücksburg verkauft.